# Paris-Est järnvägsstation
Gare de Paris-Est är en av sex stora järnvägsstationer i Paris. Den stora centralen öppnade 1849. 1931 dubblerades storleken på stationen då man byggde en likadan byggnad som var symmetrisk med den gamla byggnaden. Som namnet antyder kan man åka österut till Strasbourg i Frankrike samt Tyskland och Schweiz. Stationen står i förbindelse med Paris metro linje 4, linje 5 och linje 7. 

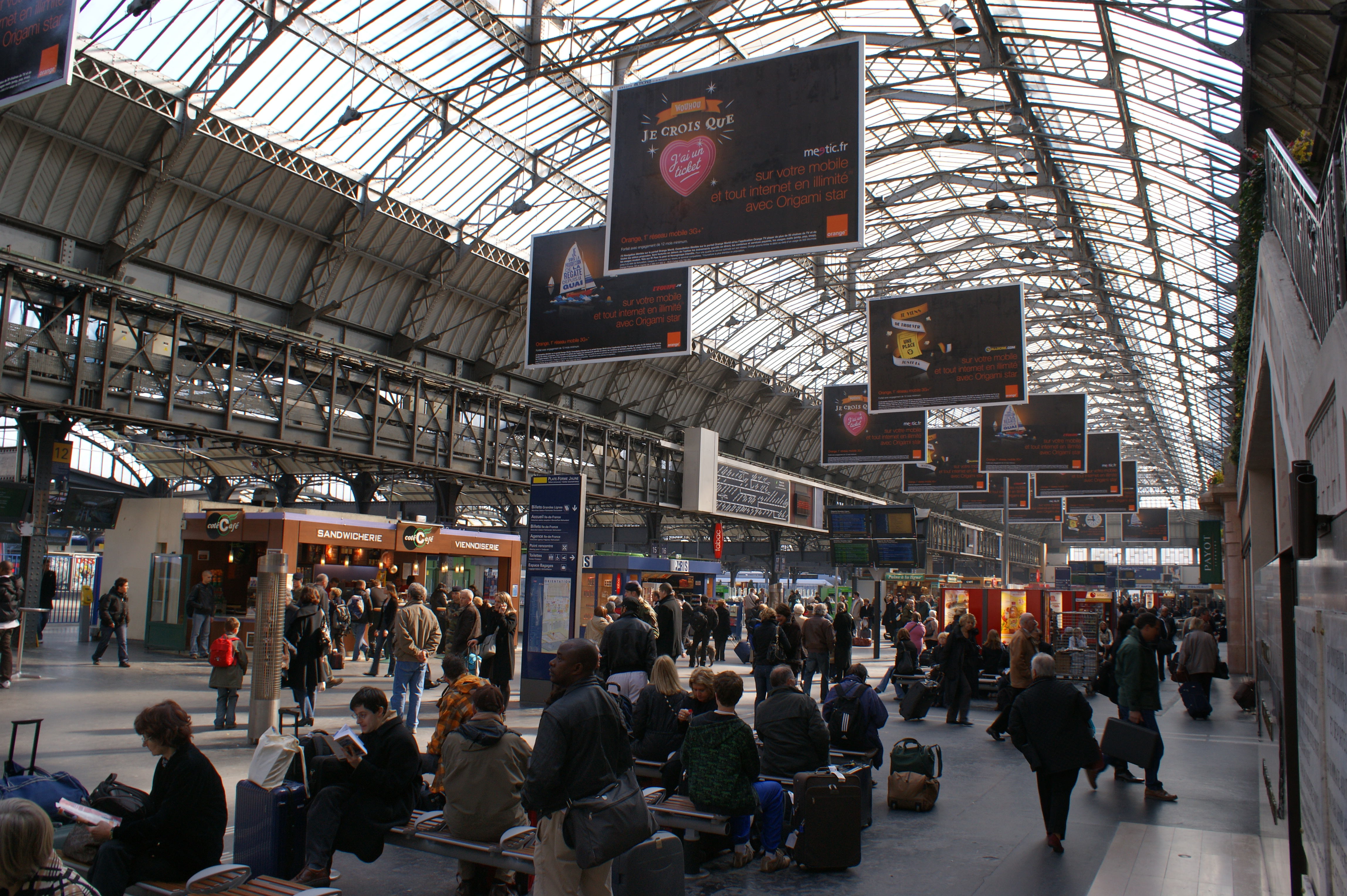
Passagerarhallen
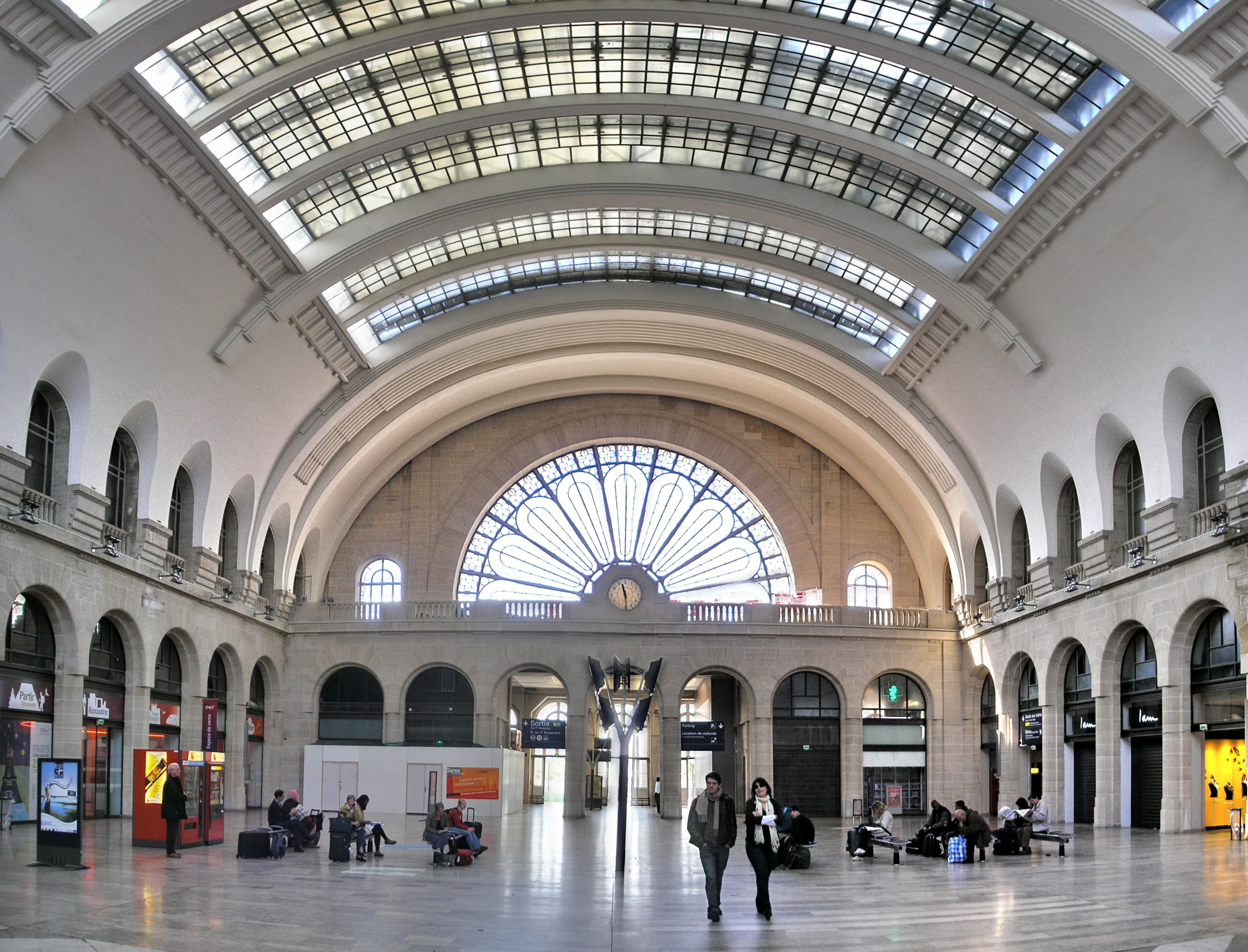
Gare de l'Est sett inifrån
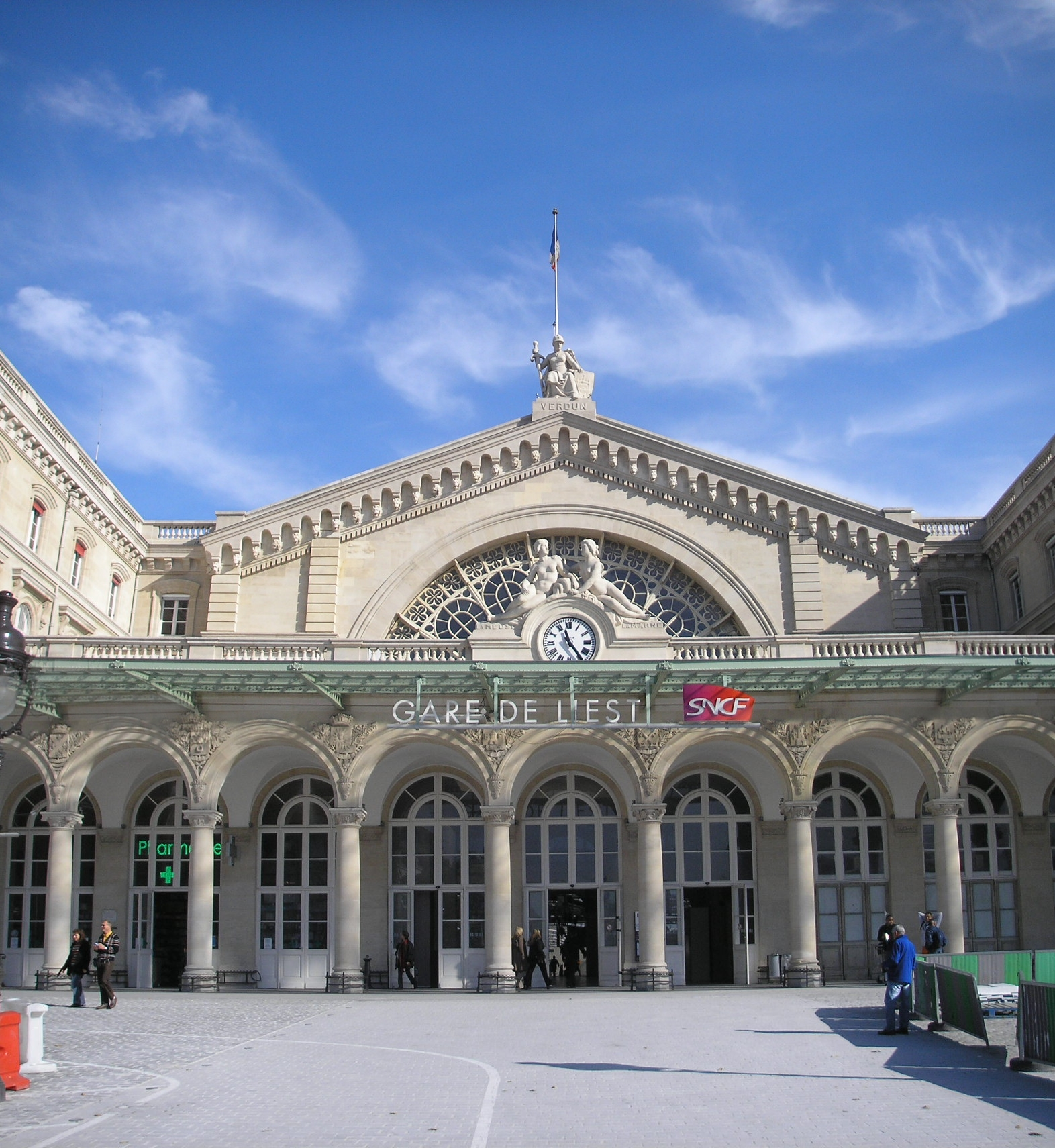
Gare de l'Est utifrån
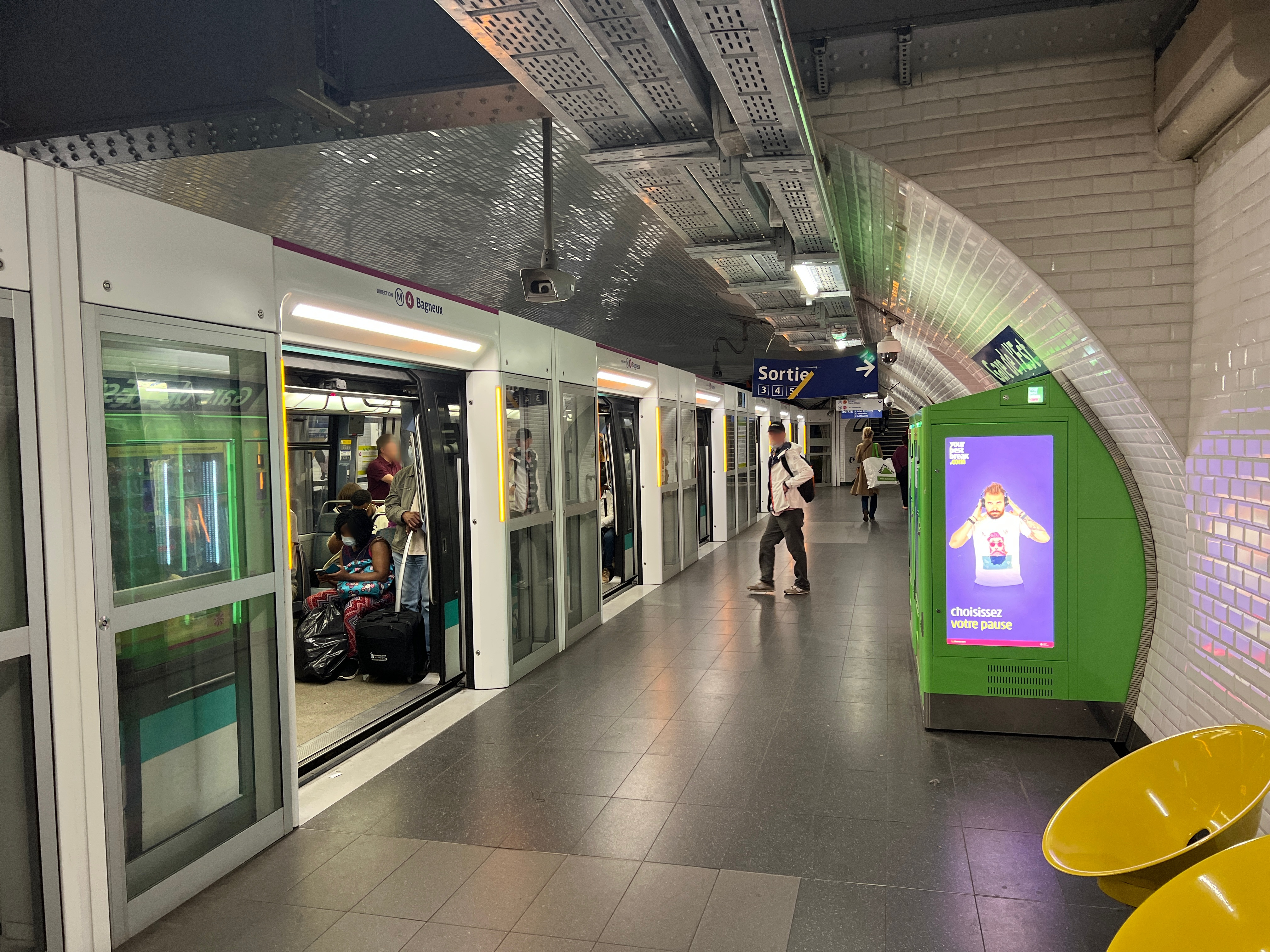
Metro linje 4
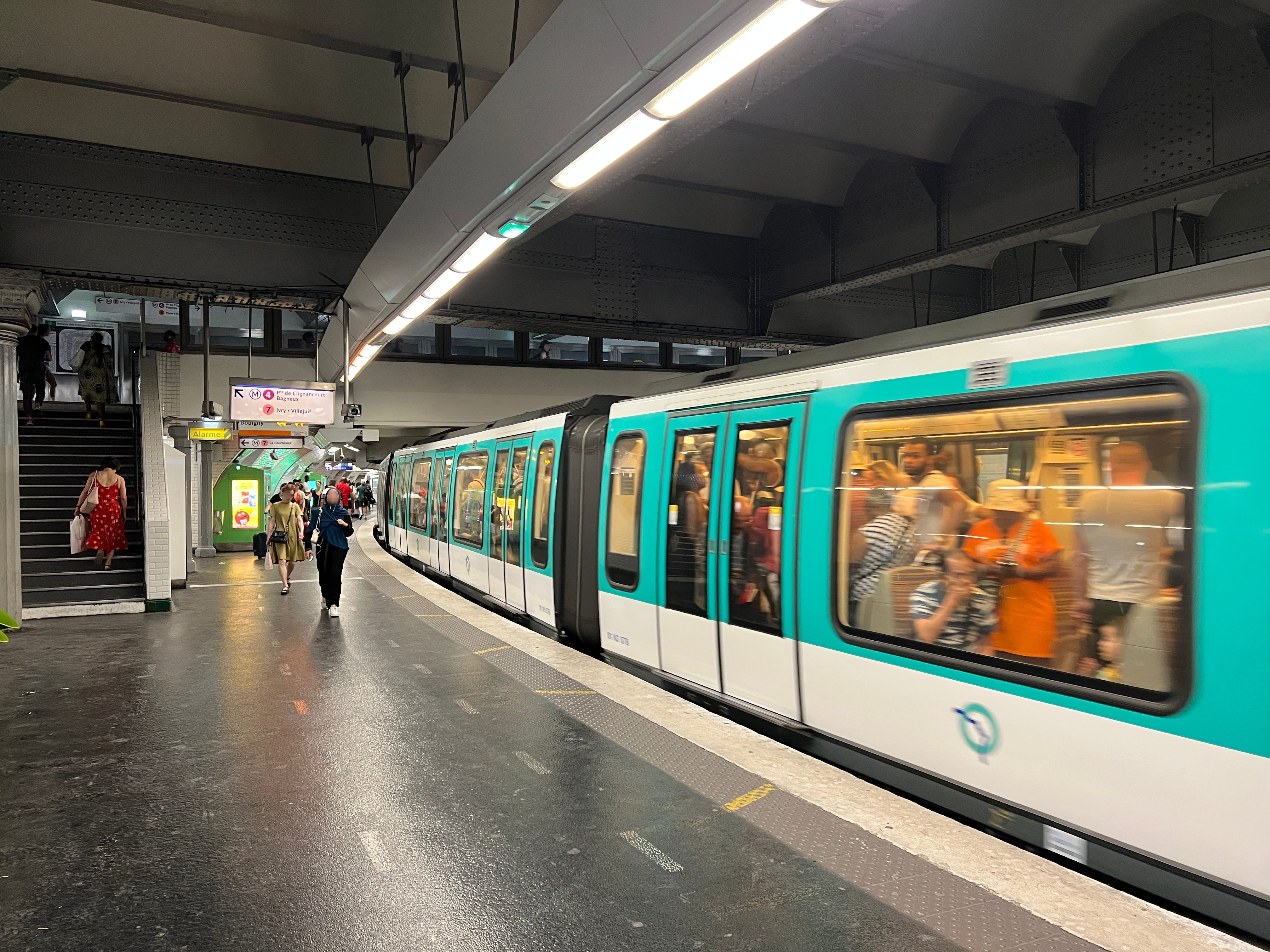
Metro linje 5
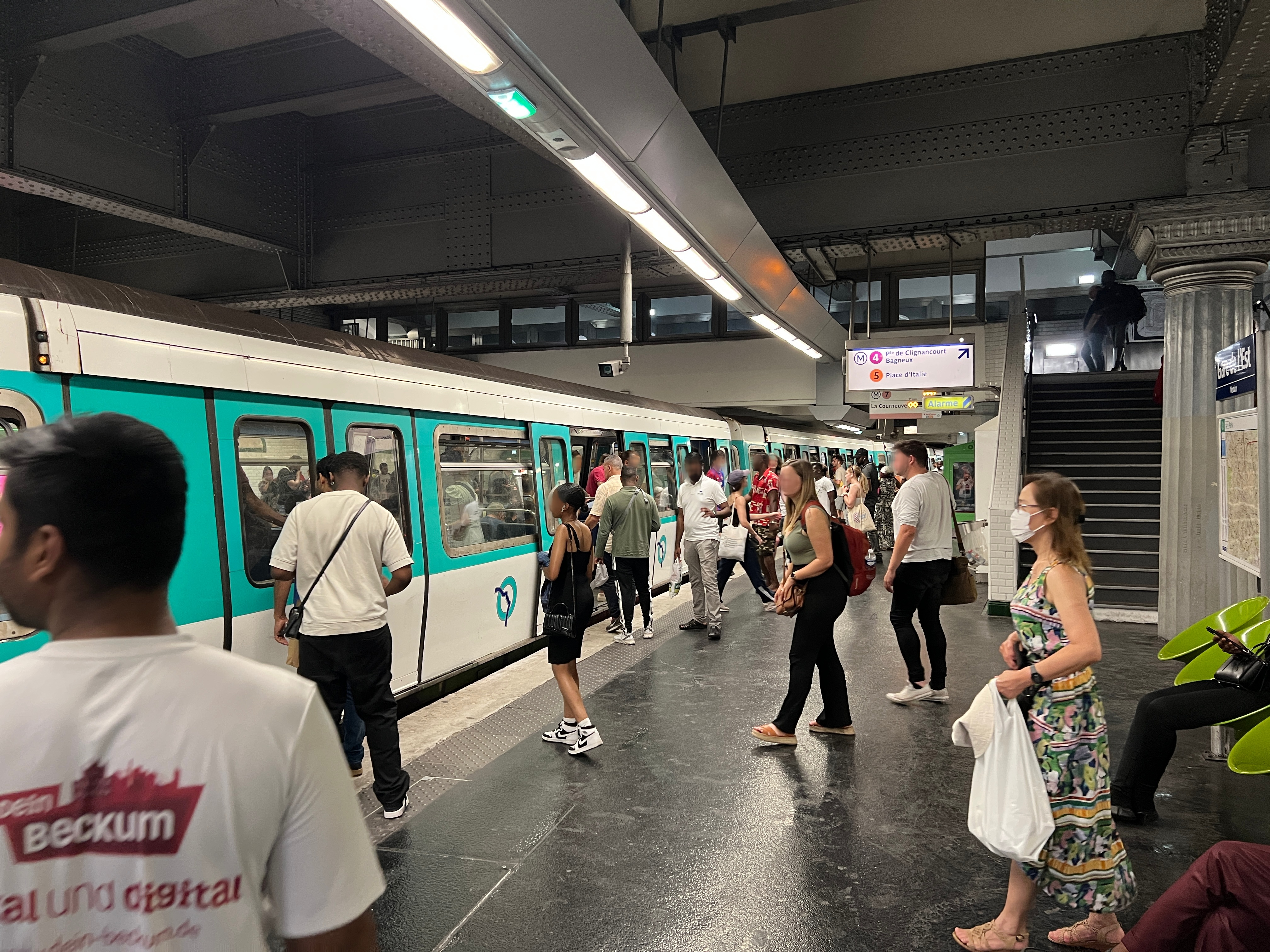
Metro linje 7